# Zhu Chen
Zhu Chen (諸宸) (16 de març de 1976) és una jugadora d'escacs xinesa, Gran Mestre Femenina (WGM), i ex-campiona del món femenina d'escacs entre els anys 2001-2004. Fou la segona campiona mundial xinesa de la història, després de Xie Jun. Actualment competeix per Qatar, país del qual va obtenir la nacionalitat després d'haver-se casat amb Mohammed Al-Modiahki.
Tot i que roman inactiva des del setembre de 2017, a la llista d'Elo de la FIDE del juny de 2020, hi tenia un Elo de 2423 punts, cosa que en feia la jugadora número 3 de Qatar. El seu màxim Elo va ser de 2548 punts, a la llista de gener de 2008 (posició 399 al rànquing mundial absolut).

## Resultats destacats en competició
El 1988 Zhu es va convertir en la primera xinesa que guanyava una competició internacional d'escacs, ja que va guanyar el 12è Campionat del món femení sub-12 a Timişoara. Va guanyar el Campionat Mundial Juvenil Femení en dues ocasions, els anys 1994 (a Caiobá) i 1996 (a Medellín). Va ser també Campiona femenina de la Xina tres vegades, els anys 1992, 1994, i 1996.

### Campiona del món absoluta
Amb 25 anys va vèncer la russa Aleksandra Kosteniuk en un matx pel Campionat mundial d'escacs femení 2001/2002, per 5 a 3, i va esdevenir la XI Campiona del Món. Zhu va perdre l'oportunitat de defensar el títol el 2004 a Geòrgia a causa del seu embaràs i a una atapeïda agenda.